# Akaki Tabutsadze
Akaki Tabutsadze (in georgiano აკაკი ტაბუცაძე?; Tbilisi, 19 agosto 1997) è un rugbista a 15 georgiano, tre quarti ala del Black Lion.

## Biografia
Akaki Tabutsadze iniziò la sua carriera con i Lelo Saracens, che come intuibile dal nome è la squadra di Tbilisi affiliata ai pluri-titolati inglesi dei Saracens. Ha partecipato, nel 2017, al campionato World Rugby Under-20 2017 in Georgia con la propria nazionale. Successivamente si è unito alla nazionale di rugby a 7 partecipando al Rugby Europe Sevens Grand Prix Series. Così fu anche l'anno successivo. Più tardi venne selezionato dalla Georgia XV, per un torneo con Racing 92, Argentina XV e Brasile. Nel 2020 ha firmato un contratto con la franchigia The Black Lion. All'inizio del 2020, fu chiamato per la prima volta in nazionale maggiore, per una amichevole contro la Spagna. Riconvocato contro il Belgio, segnò ben 4 mete. Lo stesso anno venne incluso nella lista per la Autumn Nations Cup. Da quel momento è un punto fisso della nazionale, con cui ha ottenuto il titolo di miglior marcatore di mete della sua storia.